# Adelina Abranches
Margarida Adelina Abranches OSE, mais conhecida por Adelina Abranches, (Lisboa, 15 de agosto de 1866 — Lisboa, 22 de novembro de 1945) foi uma actriz de teatro portuguesa.

## Biografia

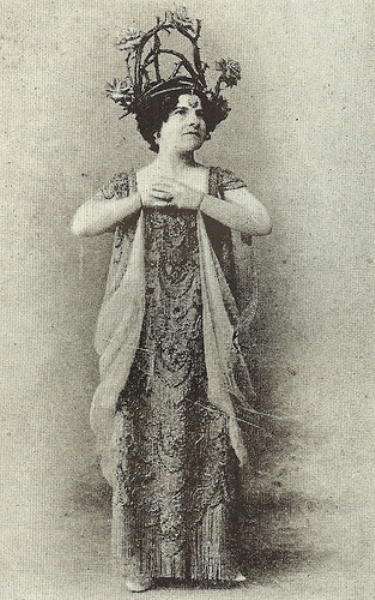
Adelina Abranches no último acto da revista À Procura do Badalo (Arquivo Municipal de Lisboa, cerca de 1900)

Filha de Joaquim José Pereira, carpinteiro de Óbidos, e de sua mulher Micaela Justina Abranches, de São Vicente do Cercal, concelho de Cadaval, onde casaram a 22 de dezembro de 1848, Margarida Adelina Abranches nasceu no número 11 da Travessa da Cruz do Desterro, da freguesia dos Anjos. Neta paterna de Francisco José Pereira e Maria do Carmo, materna de António Nunes e Mariana Inácia Teodora.
Adelina Abranches nasceu e cresceu em Lisboa, entre oito irmãos, ao encargo de sua mãe, que, apesar de muito se esforçar, não conseguia suprir todas as necessidades financeiras da família. Foram estas dificuldades que levaram os seus irmãos mais velhos a ir trabalhar bem cedo e a sua mãe a aceitar a proposta de um vizinho – porteiro da caixa do D. Maria – que recrutava crianças para figurantes de um espectáculo no Teatro Nacional, pagando "seis vinténs por cabeça". Iniciou a sua carreira teatral ainda na infância, estreando-se como figurante aos 5 anos num espectáculo do Teatro Nacional D. Maria II, a 10 de janeiro de 1872: Os meninos grandes, de Enrique Gaspar, representando uma pequena espanhola.
Trabalhou, depois, numa série de teatros da capital, por vezes em simultâneo, representando frequentemente papéis masculinos infantis. Actriz de escolaridade reduzida, devido à sua condição social familiar e à intensa actividade teatral precoce, frequentou, contudo, o Conservatório Nacional entre 1876 e 1878. Desde cedo, fez várias digressões por Portugal – continental e arquipélagos – e pelo Brasil. Firmou a sua carreira no Teatro do Príncipe Real, onde trabalhou durante vários anos, tendo posteriormente integrado a Companhia Rosas & Brazão (1877), o elenco do Teatro Livre (1904) e do Teatro da Natureza (1911), bem como a Empresa Rey Colaço-Robles Monteiro. Foi empresária teatral da Companhia Adelina Abranches e da Companhia Adelina – Aura Abranches, esta última em sociedade com a sua filha.
Aos doze anos, Adelina já tinha trabalhado na grande maioria dos teatros da capital, como o Teatro Nacional D. Maria II, o Teatro do Príncipe Real, o Variedades, o Teatro do Rato, o Teatro D. Fernando e o Teatro da Rua dos Condes, mas aqui foi despedida por gostar muito de improvisar em palco (ABRANCHES 1947: 40-43). Contudo, foi no Teatro Luís de Camões, em Belém, que assinou o seu primeiro contrato mensal e representou o seu primeiro papel de protagonista, em A princesa flor de seda. Durante esta época fez principalmente papéis masculinos, que cumpria facilmente, devido às suas características físicas, entre as quais Joaquim Madureira recorda “uma voz detestável e uma figura liliputiana” (MADUREIRA 1905: 239). A representação de papéis masculinos acompanhou-a durante toda a sua vida, tendo feito já como adulta vários papéis do género, do qual o mais memorável foi a sua prestação em O gaiato de Lisboa, primeiro em 1882 e numa reposição em 1906. Foi também com um papel masculino que se estreou no Teatro D. Amélia, em 1902, na companhia Rosas & Brazão, após ter cessado o seu contrato com o Teatro do Príncipe Real.

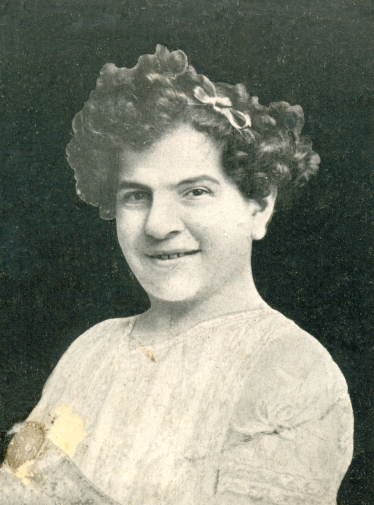
Adelina Abranches (Museu Nacional do Teatro e da Dança).

No ano seguinte, após participar na revista de sucesso À procura do badalo, Abranches mudou-se para o Teatro D. Amélia, onde se estreou em As proezas de Richelieu, de Bayard e Dumanoir, e Uma anedota, "episódio dramático" em um acto que Marcelino Mesquita expressamente escreveu para ela” (ibidem). No Teatro D. Amélia, Adelina brilhou em Ressurreição, espectáculo baseado no romance de Tolstoi, em 1903, interpretação que lhe valeu elogios de Joaquim Madureira (MADUREIRA 1905: 239-240), bem como em A cruz da esmola, de Eduardo Schwalbach, levada à cena no mesmo ano, e em O avô, de Pérez Galdós, em 1905. Nesse mesmo ano foi convidada a integrar a segunda temporada do Teatro Livre, em papéis principais, como em Missa nova de Bento de Faria. Após esta temporada, Adelina entrou para a sociedade artística do Teatro Nacional D. Maria II, onde se manteve até 1910 com êxitos como Afonso de Albuquerque, de Lopes de Mendonça (1906). Esteve, também, envolvida no projecto Teatro da Natureza, que, por motivos financeiros, foi extinto no mesmo ano da sua criação, em 1911. Durante as décadas de 1910 e 1920 Adelina envolveu-se, como empresária e actriz, em vários projectos levados a cabo em conjunto com sua filha Aura Abranches e Alexandre de Azevedo, fundando as companhias Adelina Abranches e Adelina – Aura Abranches.
Na temporada de 1911-1912, regressou ao Teatro D. Amélia, entretanto nomeado Teatro República, o que entristeceu bastante a actriz, que era uma monárquica convicta. Foram muitas as digressões que fez, entre 1886 e 1934, não só por Portugal, mas também pelo Brasil. Após o seu regresso a Portugal, em 1914, passou pelo Teatro Politeama, pelo Avenida e pelo Apolo (antigo Príncipe Real), antes de regressar ao Teatro Nacional para representar, entre outras peças, A mãe, de Russiñol, que constituiu um dos maiores sucessos da sua carreira.
Ficou conhecida como A espanhola, devido ao traje com que se estreou no teatro. Representou também, apesar da sua pequena figura, papéis de ingénua, soubrettes, travestis ou damas galantes. Destacou-se em inúmeras interpretações em peças como Os Velhos, Avô, Pranto de Maria Parda, ou A Dama das Camélias onde obteve grande sucesso. Em 1930 fez parte do elenco no filme mudo português "Maria do Mar" de Leitão de Barros, interpretando o papel de Tia Aurélia. Em Portugal trabalhou com Amélia Rey Colaço ao lado de Eunice Muñoz ou Estêvão Amarante. A sua última representação foi em 1944.
A própria Adelina, nas suas memórias, reconhece o seu temperamento fogoso, caracterizando-se como uma pessoa impulsiva e até um tanto violenta. Mulher independente e de pulso firme, Adelina apresentou-se sempre despreocupada em relação às convenções sociais da sua época, principalmente as reservadas ao sexo feminino, não se inserindo nos moldes tradicionais de então, reconhecendo não possuir "(...) aquela dose de paciência que faz da mulher portuguesa o anjo do lar (...)" (ABRANCHES 1947: 112). Actriz versátil, representou todos os géneros, da comédia ao drama, passando pelo teatro de revista e pela farsa, Adelina era frequentemente aclamada pela crítica.

## Vida pessoal
Adelina Abranches contraiu matrimónio com o empresário do Teatro do Príncipe Real, Luís Gonzaga Viana Ruas (Socorro, Lisboa, 21 de junho de 1871 - ?), filho do também empresário Francisco Viana Ruas Júnior e Antónia Adelaide de Carvalho Ruas, a 26 de julho de 1890, na Igreja Paroquial de Nossa Senhora dos Anjos, de quem se divorciou em 1914. Foi mãe dos actores Alfredo Abranches Ruas (Anjos, Lisboa, 20 de dezembro de 1890 - Lourenço Marques, Moçambique, 13 de novembro de 1966) e Aura Abranches Ruas, que a acompanharam várias vezes em digressões por Portugal e Brasil. A sua filha publicou as memórias da mãe em 1947.
Faleceu de arteriosclerose na Rua Rodrigo da Fonseca, número 95, rés-do-chão, da freguesia de São Mamede, em Lisboa, aos 79 anos. Foi sepultada em jazigo no Alto de São João.

## Reconhecimento
Foi condecorada com a Ordem de Santiago da Espada e com a "Medalha de Ouro da Cidade de Lisboa". 
A nível toponímico, há ruas com o seu nome em Benfica, Ramada, Lavradio, Costa de Caparica, Fernão Ferro e uma avenida em São Paulo, no Jardim Morais Prado.